# Attercopus
Attercopus fimbriunguis
Genre
Espèce
Synonymes
- † Gelasinotarbus fimbriunguis Shear, Selden & Rolfe, 1987

Attercopus est un genre fossile d'arachnides de l'ordre également éteint des Uraraneida. La seule espèce rattachée au genre est Attercopus fimbriunguis.

## Description
Cette espèce a été découverte en 1987 à Gilboa parmi des fossiles de cuticules aplatis de la formation Panther Mountain dans le nord de l'État de New York aux États-Unis. Elle date du Dévonien.
Elle est placée dans l'ordre éteint Uraraneida, des animaux ressemblant à des araignées capables de produire de la soie, mais qui manquaient de vraies filières et conservaient un abdomen segmenté portant une queue en forme de flagelle évoquant celle d'un scorpion fouet. On les estime proches de l'origine des araignées.

## Étymologie
Son nom est tiré du mot dialectal anglais attercop (araignée), qui vient du vieil anglais : attorcoppa, formé du vieil anglais : ator (poison) et kopp- (tête).

## Historique
Cet important exemple de fossile du Dévonien inférieur (il y a environ 390 millions d'années) a d'abord été décrit comme un membre de l'ordre éteint Trigonotarbida et nommé Gelasinotarbus fimbriunguis. Il a ensuite été attribué à un nouveau genre Attercopus et réinterprété comme l'exemple le plus ancien et le plus primitif d'une véritable araignée (Araneae). Cette hypothèse se base sur la présence supposée de caractéristiques propres aux araignées telles que des filières productrices de soie et l'ouverture d'une glande à venin sur les crocs des chélicères.
Une étude plus approfondie — basée sur de nouveaux fossiles d'une localité dévonienne comparable appelée South Mountain — et une comparaison avec d'autres matériaux du Permien de Russie, c'est-à-dire de Permarachne, indique qu'Attercopus n'a pas réellement de filières. La caractéristique qui ressemblait à une filière tubulaire est en fait une feuille de cuticule pliée. Cependant, il aurait produit de la soie à partir d'une série d'ouvertures de glandes à soie, ou embouts, situées à travers les plaques sur la face inférieure de l'abdomen. L'ouverture de la glande à venin relève également d'une mauvaise interprétation.
Il est peu probable qu'Attercopus ait tissé des toiles, mais elle a probablement utilisé sa soie pour envelopper ses œufs, poser des draglines ou construire des parois de son terrier. Attercopus fimbriunguis n'est pas une araignée, mais est probablement proche des origines des araignées actuelles.

## Publications originales
- (en) Shear, Selden, Rolfe, Bonamo & Grierson, 1987 : « New terrestrial arachnids from the Devonian of Gilboa, New York ». American Museum Novitates, n. 2901, p. 1–74 (lire en ligne).
- (en) Selden, Shear & Bonamo, 1991 : « A spider and other arachnids from the Devonian of New York, and reinterpretations of Devonian Araneae ». Palaeontology (Oxford), vol. 34, n. 2, p. 241-481.